# Kristoffer Olsen
Kristoffer Olsen (Stokke, 8 de agosto de 1883 — Oslo, 4 de agosto de 1948) foi um velejador norueguês, campeão olímpico. Ele competiu nos Jogos Olímpicos de Verão de 1920 na classe 8 Metre e conquistou a medalha de ouro na disputa realizada segundo as regras de 1907 a bordo do Irene com Carl Ringvold, Thorleif Holbye, Alf Jacobsen e Tellef Wagle.
Foi inicialmente gerente de escritório na Ejnar Stensrud & Skien antes de dirigir a companhia de navegação Olsen & Ugelstad com Rudolf Ugelstadt em 1915. Devido à crescente demanda por petróleo e às muitas perdas de tonelagem durante a Primeira Guerra Mundial, a companhia de navegação cresceu rapidamente. De 1927 a 1931, Olsen foi vereador em Oslo.